# Illustrations des Contes d'Ise

Les illustrations des Contes d’Ise (伊勢物語絵, Ise monogatari-e) apparaissent durant l’époque de Heian et constituent un thème récurrent à travers l’histoire de la peinture et de la gravure japonaise, depuis les enluminures des époques de Heian et Kamakura jusqu’aux estampes ukiyo-e, en passant par les livres illustrés de Nara et la peinture sur éventails et paravents. Ces illustrations s’inscrivent dans le thème plus général des monogatari-e, les illustrations de romans ou de contes.

## Historique

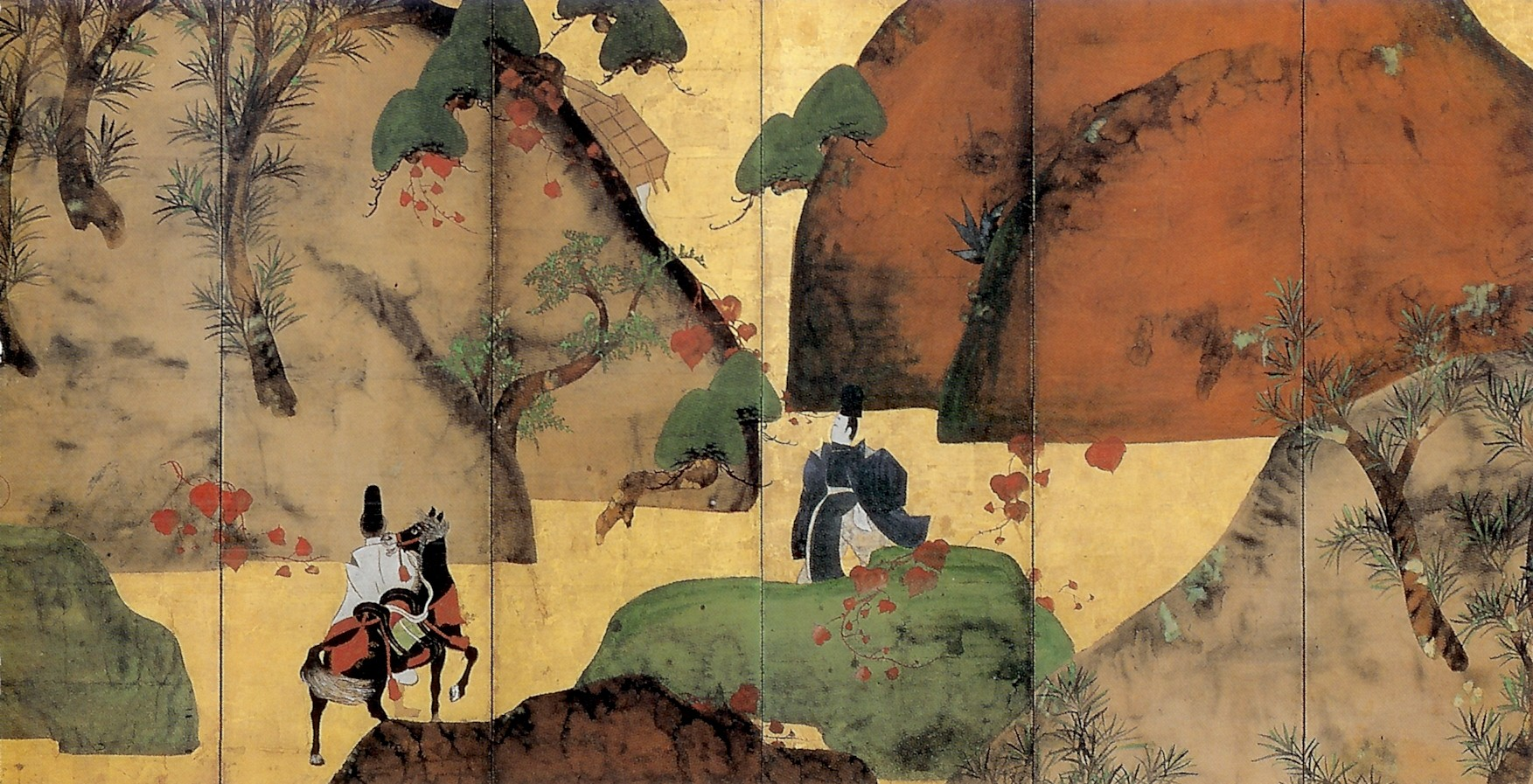
Peinture sur paravent des Contes d’Ise (Fukae Roshū, peint avant 1757).

Les Contes d’Ise forment un recueil de petits contes en prose et de poèmes compilé durant l’époque de Heian, probablement au Xe siècle, par un auteur inconnu. Plusieurs de ces contes narrent de façon elliptique et romancée des moments de la vie d’Ariwara no Narihira, un aristocrate et poète du IXe siècle. Le texte original est perdu de nos jours, mais les contes restent connus à travers une multitude de variantes ultérieures, dont la plus connue est le manuscrit de Teika rédigé par Fujiwara no Sadaie (1162-1241),.
Les premières illustrations des Contes d’Ise sont perdues de nos jours, mais il en subsiste des mentions dans des textes d’époque, le plus ancien étant le Dit du Genji (début du XIe siècle). C’est vers cette époque que les illustrations de romans et de poèmes, souvent sous la forme d'emaki (rouleau enluminé), gagnent en popularité à la cour impériale, d’abord réalisée par des dames de la cour pour leur divertissement, puis progressivement par des peintres professionnels. Parmi les rares exemples subsistants de ce genre de peintures figurent les Rouleaux illustrés du Dit du Genji (vers 1120-1140).
À partir de l’époque de Muromachi (1336-1573), la production de peintures des Contes d’Ise s’accroît et se diversifie, notamment avec l’apparition des nara-ehon (petits recueils illustrés), ainsi que sous l’influence des écoles de peinture Rinpa et Tosa. La première gravure de l’œuvre est attribuée à Hon'ami Kōetsu (1558-1637), et plusieurs estampes ukiyo-e poursuivent cette approche.

## Illustrations connues

### Emaki

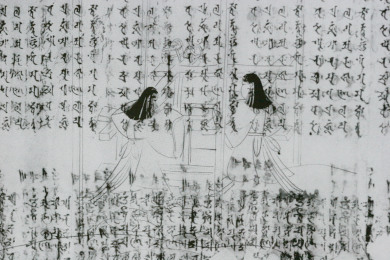
Emaki, version hakubyō.

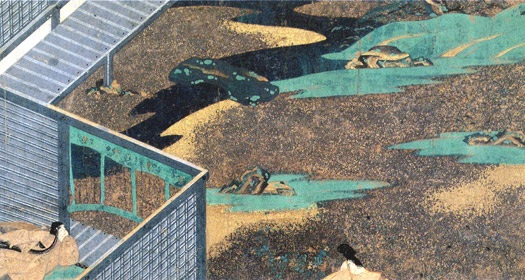
Emaki, version Kubo.

Un emaki se compose d’un ou plusieurs longs rouleaux de papier narrant une histoire au moyen de textes et de peintures. Le lecteur découvre le récit en déroulant progressivement les rouleaux avec une main tout en le ré-enroulant avec l’autre main, de droite à gauche (selon le sens d’écriture du japonais), de sorte que seule une portion de texte ou d’image d’une soixantaine de centimètres est visible. Très populaire durant la seconde moitié de l’époque de Heian et durant l’époque de Kamakura, il subsiste plusieurs emaki sur les Contes d’Ise. 
Version hakubyō : la plus ancienne version existante réalisée à l’encre de Chine sans couleur (une technique nommée hakubyō), qui date du milieu du XIIIe siècle et dont il subsiste dix-neuf fragments sur lesquels des textes de sutras ont malheureusement été surimposés ultérieurement. Il s’agit probablement d’une copie d’une œuvre plus ancienne,.
Version Kubo : il subsiste neuf fragments (sept peintures et deux calligraphies) de cette œuvre réalisée au début du XIVe siècle. Si cet emaki s’inscrit dans la tradition raffinée des peintures de la cour de Heian (onna-e), avec des couleurs opaques appliquées sur toute la surface du papier, ces peintures apparaissent cependant plus figées et décoratives, à une époque où les monogatari-e perdent en raffinement,.
Version Ihon : cette version du début du XIVe siècle est aujourd’hui perdue, mais il existe une copie de Kanō Osanobu de l’école Kanō datant du XIXe siècle. Ici le texte est très différent du manuscrit de Teika.

### Nara-ehon

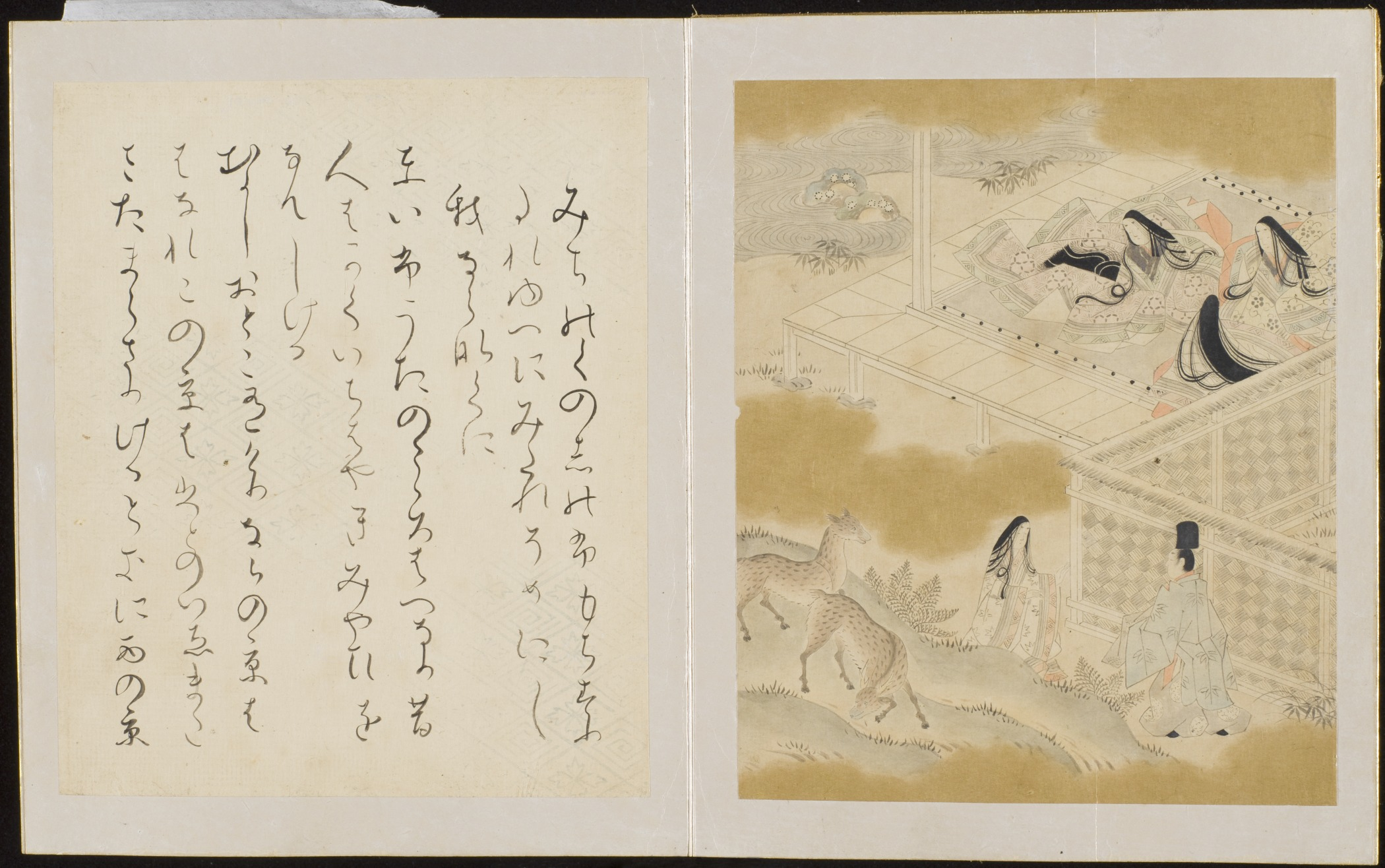
Livre illustré des contes, vers 1688-1704.

### Autres peintures

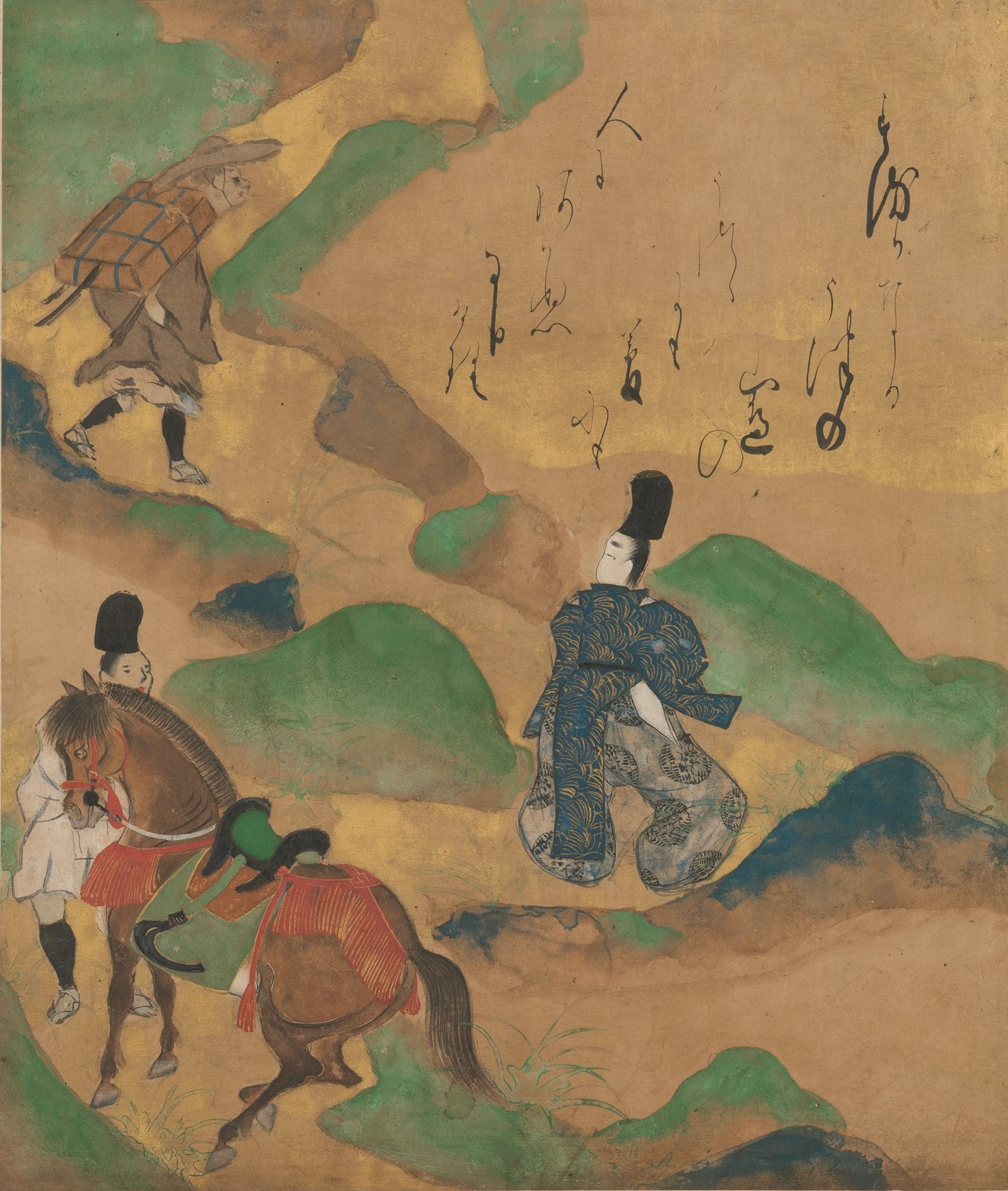
Peinture de Tawaraya Sotatsu (vers 1634).

### Gravure

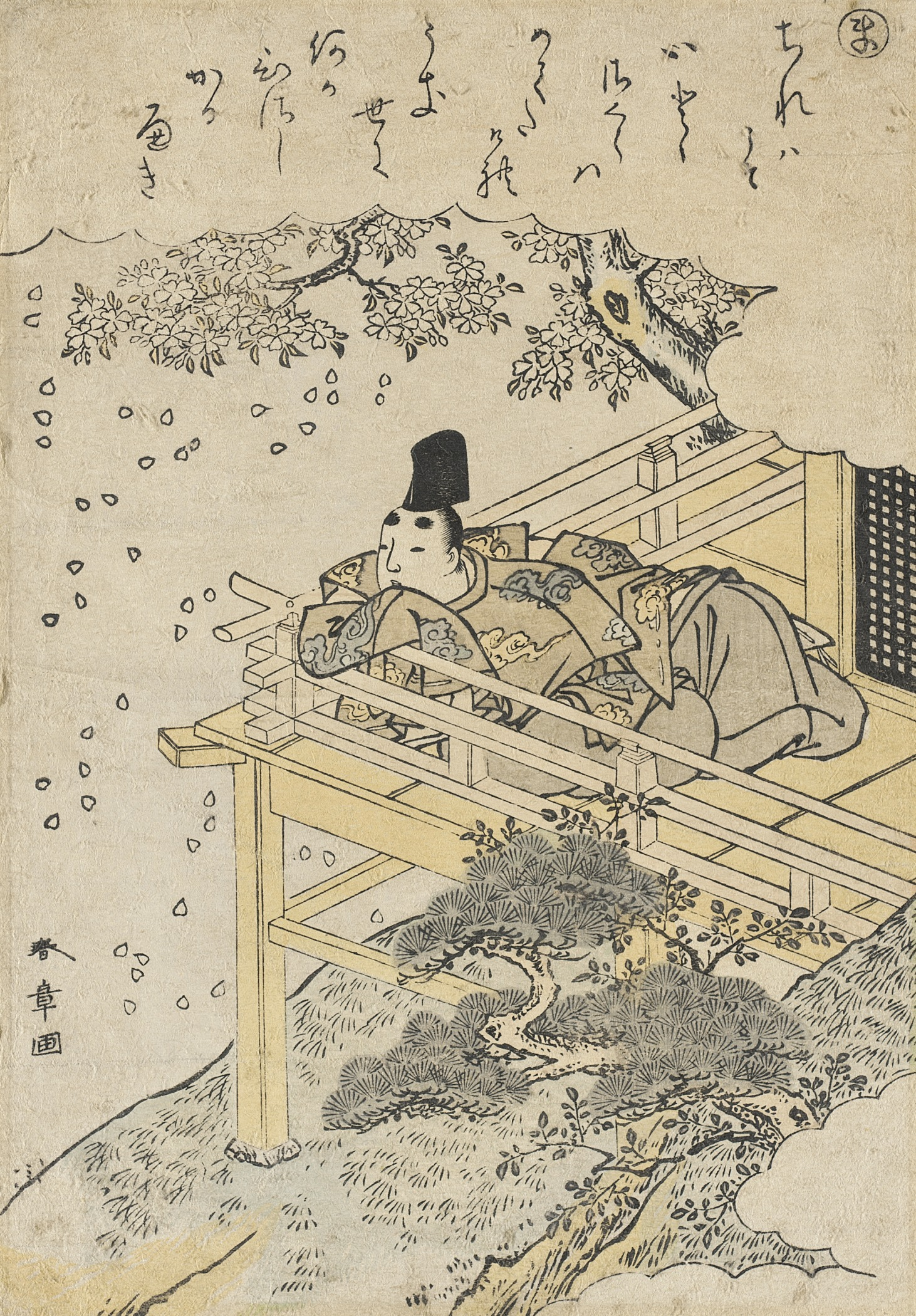
Estampe de Katsukawa Shunshō (vers 1772-1773).